# Simca-Fiat 11 CV
 (avril 2023).
Si vous disposez d'ouvrages ou d'articles de référence ou si vous connaissez des sites web de qualité traitant du thème abordé ici, merci de compléter l'article en donnant les références utiles à sa vérifiabilité et en les liant à la section « Notes et références ».
La Simca-Fiat 11 CV est une automobile fabriquée sous licence Fiat par le constructeur français SAFAF à partir de 1934.
Directement dérivée de la Fiat 518 Ardita, elle se révéla une rude concurrente des voitures de luxe françaises avec comme avantages une qualité de la finition, des prestations  supérieures et un coût d'utilisation modique.

## Historique
Le projet est l'œuvre de différentes figures illustres de ces années comme les ingénieurs : Nebbia, Fessia, Giacosa et Zerbi qui créèrent une voiture de grande classe. Le nouveau modèle a été présenté en 1933 en Italie.
La fabrication de la voiture a débuté dans l'usine de Levallois au début du mois de juin 1934 sous le nom de Fiat française 11 CV F (F pour française). Le modèle a reçu l'agrément des Mines le 11 juin 1934. Elle portera ensuite le nom Simca-Fiat 11 CV.
Comme la Fiat 518 Ardita, la Fiat 11 CV F se caractérisait par une boîte de vitesses à quatre rapports. Elle était équipée d'un moteur essence Fiat type 118 monté à l'avant, un quatre-cylindres en ligne de 1 944 cm3 développant 54 ch à 3 800 tr/min, équipée de freins à tambour sur les quatre roues avec double circuit hydraulique, elle dépassait 115 km/h en vitesse maximale.
La production en France entre 1934 et 1937 atteint 2 200 exemplaires selon les rares archives retrouvées. Il n'est pas impossible que ce chiffre soit en réalité plus élevé. Le recensement réalisé par certains Clubs Simca ont fait apparaître des numéros de châssis indiquant que plus de voitures auraient été fabriquées.

La Simca-Fiat 11 CV F était proposée en version berline avec portes antagonistes ou en version cabriolet avec deux portières.

## La Fiat 518 Ardita à l'étranger
Au vu de la demande et des énormes droits de douane en vigueur dans tous les pays sur les produits importés, la Fiat 518 Ardita fut fabriquée sous licence à l'étranger :
- en Pologne sous le nom de Fiat Polski 518 sous plusieurs versions : berline "Mazur", pickup et militaire "Lazik" et même fourgonnette "Grom". La fabrication a débuté en 1936 et a été interrompue en septembre 1939 par l'invasion nazie. Peu d'informations sur le nombre exact de voitures fabriquées mais il semble que ce soit de l'ordre de plusieurs milliers, entre 6 et 10 000 exemplaires.

- en France par SAFAF sous licence Fiat sous le label de Simca-Fiat 11 CV F puissance fiscale 11 CV. Les rares archives retrouvées indiquent une production globale entre le juin 1934 et 1937 de 2 200 exemplaires.

La Fiat 518 sera remplacée par la Fiat 2800 présentée en 1938 mais la Simca-Fiat 11 CV ne sera jamais remplacée, le constructeur préférant s'orienter vers le secteur de milieu de gamme avec la Simca 8.

## Caractéristiques techniques
- Moteur : Fiat 118 - 4 cylindres en ligne de 1 944 cm3
- Rapport de compression : 5,8:1
- Puissance : 45 ch à 3 600 tr/min puis 54 ch à 3 800 tr/min
- Distribution : soupapes latérales
- Alimentation : un carburateur mono-corps Weber
- Transmission : propulsion, boîte à 4 rapports
- Carrosserie : acier, 4 portes - 4/5 places
- Suspensions : avant et arrière essieu rigide, lames semi elliptiques
- Freins : hydrauliques sur les quatre roues
- pneumatiques : 5,00 x 17
- Réservoir : 32 litres
- Vitesse maxi : 115 km/h

## Commentaires
Selon le journaliste essayeur de la "Vie Automobile" dont l'essai très flatteur a été publié le 25 septembre 1935, "la Simca-Fiat 11 CV est une automobile remarquablement sûre, elle tient admirablement bien la route avec une direction très précise et ses freins permettent un contrôle facile et absolu à toutes les allures... On a l'impression qu'elle pourrait réaliser des vitesses encore plus élevées dans une sécurité totale alors que la moyenne enregistrée au cours de l'essai qui nous a conduits du Pont de Suresnes (usine Simca-Fiat) jusqu'à Rambouillet et Versailles et retour pour un total de 172 km, était proche de la vitesse maximale déclarée par le constructeur. Le moteur ne vibre absolument pas à aucun régime, il possède la souplesse d'un 6 cylindres. Beaucoup de ces moteurs 6 cylindres pourront envier le silence du 4 cylindres Fiat. La suspension est excellente sans être exagérément berceuse, assure un confort total. Avec une dépense de seulement 8,63 litres aux 100 km parcourus, sans aucun ajout d'huile ni d'eau, contrairement à nombre de ses concurrentes, la Fiat 11 CV a démontré être une voiture remarquable qui affirme son incontestable suprématie. C'est une voiture de très, très grande classe."